# Johannes Duns Scotus
Johannes Duns Scotus, född cirka 1266 i Duns, död 8 november 1308 i Köln, var en skotsk skolastisk filosof och teolog, franciskan.

## Biografi
Duns Scotus var en av medeltidens skickligaste teologer. Till börden var han troligen skotte, huvudsakligen verksam i Oxford och död i Köln. Thomas av Aquino hade under 1200-talet uppfört en monumental tankebyggnad, som i sig inrymde hela samtidens teologiska och filosofiska vetande. Duns Scotus betydelse inom den kristna idéhistorien låg främst i att han gav teologin en ny inriktning och därmed förberedde den upplösning av skolastiken som ägde rum under slutet av medeltiden. Han var visserligen liksom Thomas av Aquino "realist", men han hade dock inte samma tilltro som denne till den lärda spekulationens bärkraft. Duns Scotus försökte att förena Bonaventuras augustinska lära med Aristoteles filosofi, som han tolkade mer kritiskt än Thomas av Aquino. Eftersom han skattade viljan och kärleken högre än den stränga logiken, uppfattade han Gud mindre som intellekt än som outgrundlig vilja.
Johannes Duns Scotus saligförklarades av påve Johannes Paulus II år 1993.